# Anatololacerta anatolica
La lucertola delle rocce (Anatololacerta anatolica (Werner, 1902)) è un sauro della famiglia Lacertidae, diffuso in Grecia e Turchia.